# Crac’h
Der Crac’h (im Oberlauf: Ruisseau de Couyanzeur) ist ein Fluss in Frankreich, der im Département Morbihan in der Region Bretagne verläuft. Er entspringt im Gemeindegebiet von Brech, entwässert zunächst in südwestlicher Richtung, schlägt nördlich von Carnac dann einen Haken nach Ost bis Nordost, nimmt aber schließlich Richtung nach Süden und mündet nach insgesamt rund 15 Kilometern am westlichen Rand des Regionalen Naturparks Golfe du Morbihan, zwischen La Trinité-sur-Mer und Saint-Philibert, bei der Pointe du Kerbihan in die Bucht von Quiberon und somit in den Atlantischen Ozean. Im Unterlauf ist der Fluss bereits von den Gezeiten beeinflusst und bildet eine etwa acht Kilometer lange Trichtermündung aus.

## Orte am Fluss
- Ploemel
- Crach
- La Trinité-sur-Mer

## Sehenswürdigkeiten
Entlang des Flusses ist eine Vielzahl von Relikten aus der Megalithkultur zu sehen.